# هوش ارتباطی
در ارتباطات گفتاری، هوش یا قابل فهم بودن (Intelligibility)، معیاری است برای اینکه گفتار در شرایط مشخص چقدر قابل درک است. قابلیت درک تحت تأثیر سطح (بلند اما نه خیلی بلند) و کیفیت سیگنال گفتار، نوع و سطح نویز پس‌زمینه، طنین (برخی بازتاب‌ها اما نه خیلی زیاد) و برای گفتار روی دستگاه‌های ارتباطی، ویژگی‌های سیستم ارتباطات. یک معیار استاندارد رایج برای کیفیت درک گفتار، شاخص انتقال گفتار (STI) است. مفهوم درک گفتار به چندین زمینه از جمله آواشناسی، عوامل انسانی، مهندسی آکوستیک و شنوایی‌سنجی مرتبط است.

## استانداردهای قابل فهم
| کمیتی که باید اندازه‌گیری شود | واحد اندازه‌گیری                                               | ارزش‌های خوب |
| ---------------------------- | ------------------------------------------------------------- | ----------- |
| STI                          | قابل فهم (معروف بین‌المللی)                                    | > 0.6       |
| کشورهای مستقل مشترک‌المنافع   | قابل فهم (معروف بین‌المللی)                                    | > 0.78      |
| % Alcons                     | از دست دادن چرخش زبانی (articulation) (محبوب در ایالات متحده) | < 10%       |
| C50                          | شاخص وضوح (در آلمان گسترده‌است)                                | > 3 دسی بل  |
| راستی (منسوخ)                | قابل فهم (معروف بین‌المللی)                                    | > 0.6       |